# Lojas dos 300
As Lojas dos 300 são a denominação dada na gíria portuguesa a um tipo de estabelecimento comercial que surgiu na década de 90, caraterizado pela venda de artigos diversos a preços iguais ou inferiores a 300 escudos provenientes da China.

## Uso Moderno
Com a junção de Portugal à Zona Euro em 1999 e a entrada em circulação do Euro em 2002, a designação das lojas perdeu o seu sentido literal, apesar da expressão ainda ser de uso recorrente no país. A expressão é atualmente associada a uma loja de gerência portuguesa que venda uma variedade de produtos para o lar, de alimentação e vestuário a um preço significativamente baixo, importados da China e tidos, por vezes, como de qualidade inferior a bens análogos vendidos noutros locais.

## Evolução
Com o sucesso do modelo e a abertura do país, o número de imigrantes chineses em Portugal aumentou ao longo das décadas de 90 e de 2000, culminando na abertura de lojas idênticas geridas por cidadãos chineses, conhecidas coloquialmente como "lojas dos chineses" ou "lojas chinesas". A abertura destas lojas, a crise de 2008 e as alterações nas operações económicas e comerciais causaram o declínio da popularidade das lojas dos 300 e resultaram na diminuição da receita e do número de estabelecimentos.